# キャンバス (周遊バス)

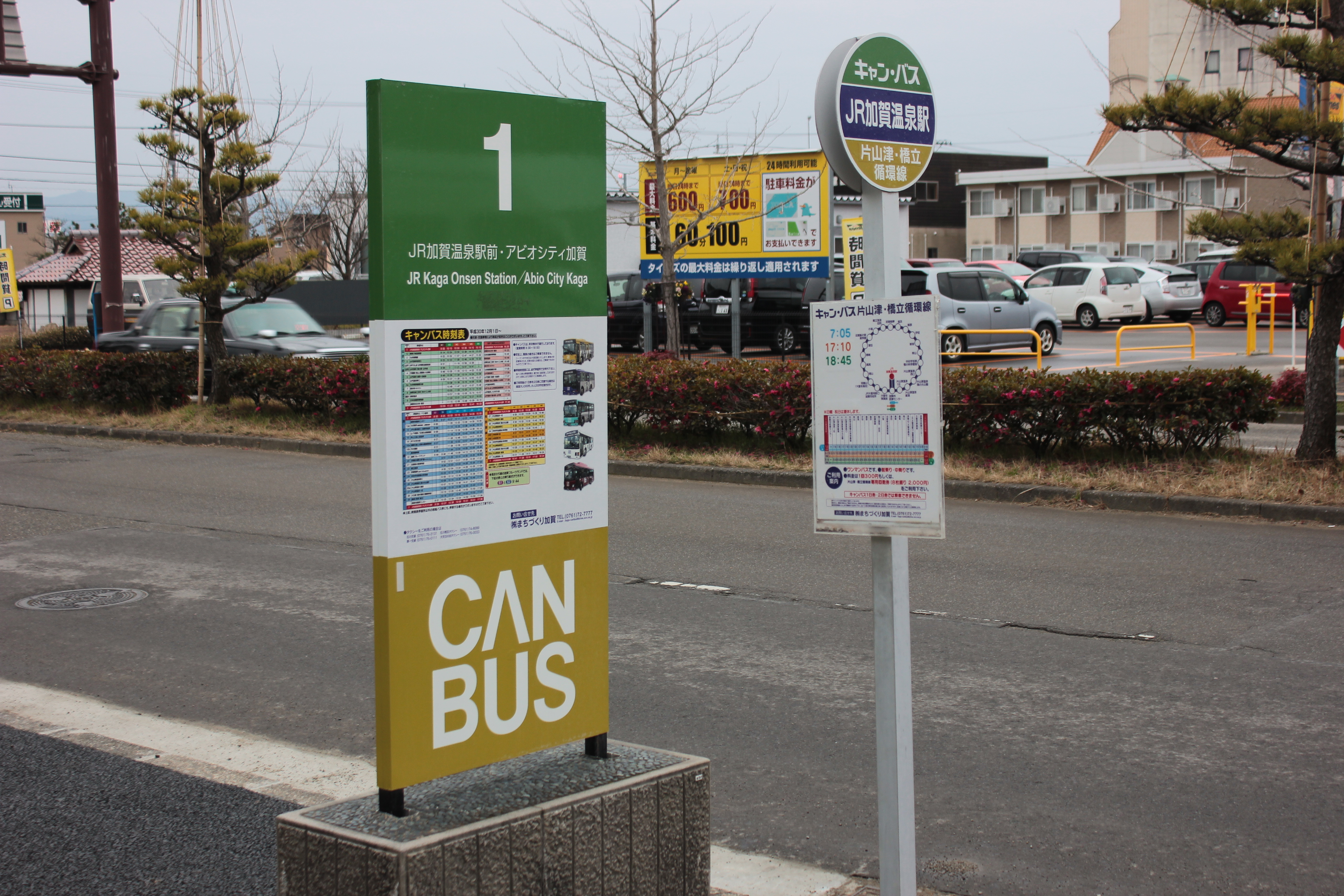
加賀温泉駅前にあるキャンバスのバス停。バスの名称は「キャン・バス」と表記している。

キャンバス（CANBUS）は、石川県加賀市で運行されている観光周遊バス。運行主体は加賀市などが出資する第三セクター「まちづくり加賀」で、加賀市に本社を置く日本海観光バスに運行を委託している。
なお、バスの名称は、公式のウェブサイトや車両ならびにバス停においてキャン・バスと中黒を使用した表記となっている。

## 概要

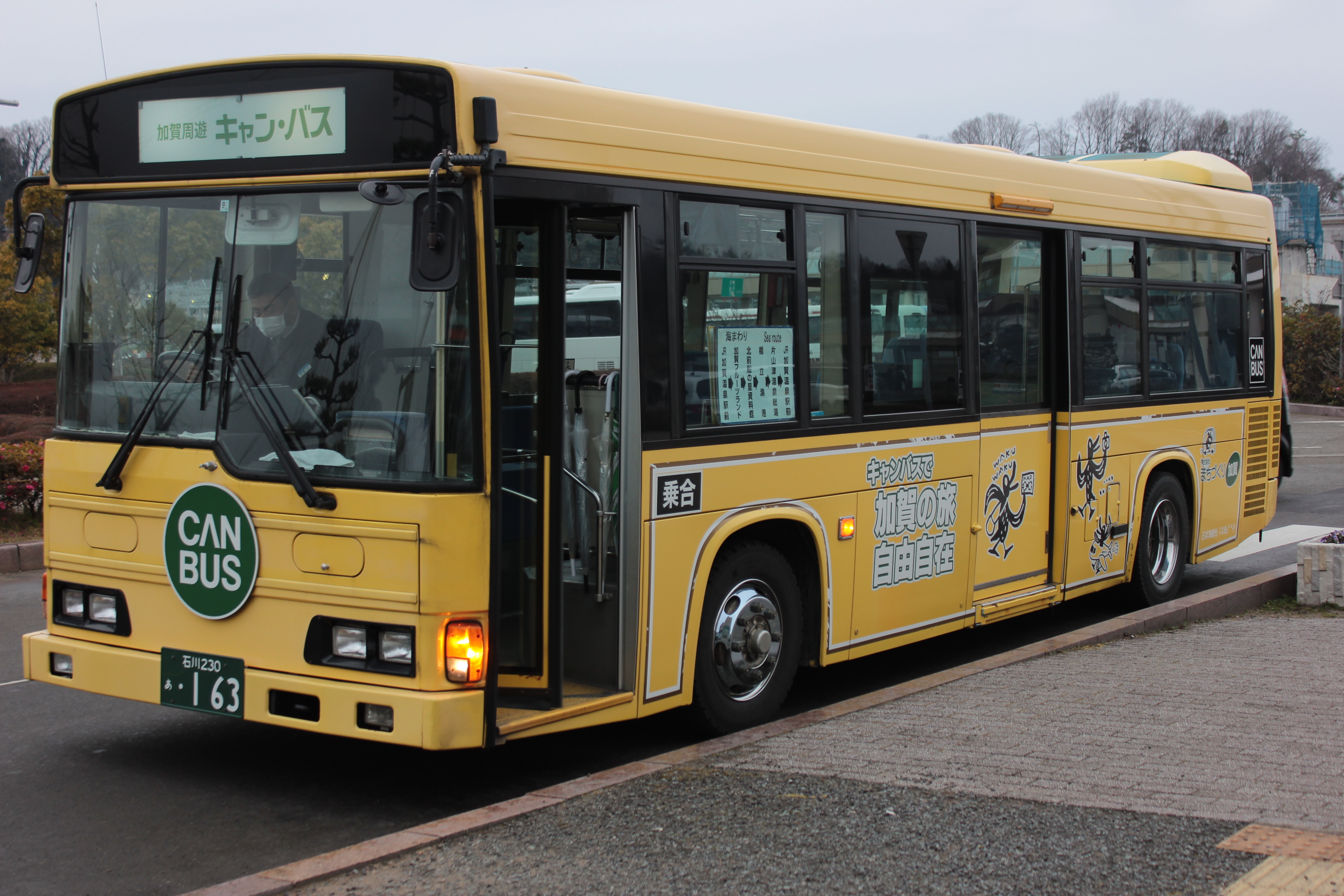
キャン・バス（日野・レインボーHR、加賀温泉駅前）

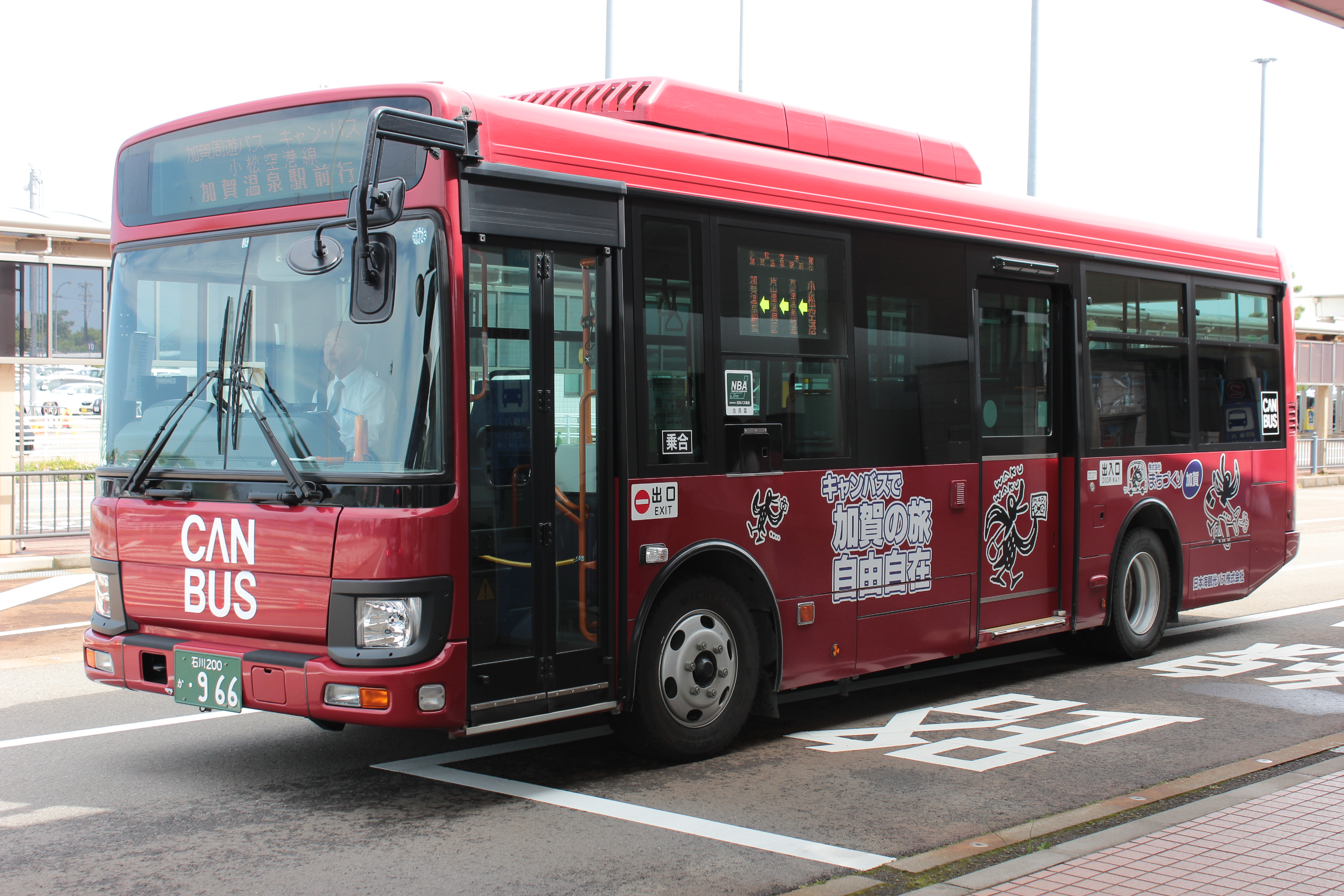
キャン・バス（いすゞ・エルガ、小松空港）

2000年8月1日に、加賀商工会議所が主体となって、JR加賀温泉駅を基点とし加賀市内の観光施設18か所を1周2時間で結ぶ路線を試験運行したのが始まりで、1日2便を無料で運行を開始した。当初は、通商産業省（当時）による「先進的商店街活性化事業」の一環で利用状況を調査するために運行を実施。翌月の9月15日からは有料による運行を実施し、翌年の2001年4月からは加賀市内の企業27社が出資して設立された「まちづくり加賀」に運行主体を変更して本格運行を開始した。キャンバスの名前には、「絵を描く」というキャンバスと可能性があるという意味の「CAN」が込められており、商標登録もされている。。
路線は片山津温泉や加賀橋立などの海側を走る「海まわりルート」、山代温泉や山中温泉などの山側を走る「山まわりルート」が運行されている。2012年4月14日からは新たに小松空港を結ぶ「小松空港線」の運行を開始した。

## 沿革
- 2000年8月1日 - 加賀商工会議所が運行主体となり、1日2便による無料運行を開始。
- 2000年9月15日 - 1日500円による有料運行を開始。日本海観光バスと加賀温泉バスの小型バス3台で運用。
- 2001年4月 - 運行主体を「まちづくり加賀」に変更、大型バス1台を増車して本格運行を開始。同時に運賃を1日700円に改定。
- 2007年1月1日 - 運行ルートを「山まわりルート」と「海まわりルート」に分割、運賃を1日1000円に改定[4]。
- 2008年5月1日 - 加賀温泉バスの一部路線廃止に伴い、「JR大聖寺駅口」などのバス停を新設。
- 2010年7月1日 - 山中温泉への乗り入れを開始、同時に運行委託先を日本海観光バスに一本化[5]。
- 2012年4月14日 - 小松空港線、山まわりルートの御菓子城加賀藩先行コースを開設。
- 2015年4月1日 - ローカル系統「橋立・動橋循環線」を新設。
- 2018年10月1日 - 橋立・動橋循環線の経路を変更し、「片山津・橋立循環線」に改称。
- 2018年12月1日 - 粟津温泉への乗り入れを開始。
- 2021年4月1日 - ローカル系統「橋立・動橋線」を新設。
- 2022年12月16日 - 周遊ルート3系統を5系統に再編。

## 運行系統
主要バス停のみ記載。

### 山まわり線
- JR加賀温泉駅・アビオシティ加賀 - 山代温泉桔梗ヶ丘 - 山中うるし座・山中漆器伝統産業会館 - 山中温泉菊の湯・山中座 - 山代温泉総湯・古総湯 - 那谷寺（小松市） - 加賀伝統工芸村 ゆのくにの森（小松市） - JR加賀温泉駅・アビオシティ加賀
  - 1日3便運行。最終便のみ、ゆのくにの森先回り。

### 加賀小松線
- JR加賀温泉駅・アビオシティ加賀 - 加賀棒茶 丸八製茶場・大日盛 橋本酒造口 - 日本自動車博物館（小松市） - 粟津温泉（小松市） - 加賀伝統工芸村 ゆのくにの森（小松市） - 那谷寺（小松市）
  - 加賀温泉駅→那谷寺→加賀温泉駅を1便とする1日3便運行。最終便は、丸八製茶場・橋本酒造口を出ると、那谷寺まで直行し、復路は各停留所を経由して加賀温泉駅に戻る。

### 海まわり線
- JR加賀温泉駅・アビオシティ加賀→加賀市医療センター→鴨池観察館→加賀フルーツランド→北前船の里資料館→橋立漁港→尼御前岬→中谷宇吉郎雪の科学館→片山津温泉西口→片山津温泉 総湯→加賀市医療センター→JR加賀温泉駅・アビオシティ加賀
  - 1日6便運行。

### 加賀越前線
- JR加賀温泉駅・アビオシティ加賀→菅生石部神社→JR大聖寺駅口・加賀市役所→山ノ下寺院群・石川県九谷焼美術館→深田久弥山の文化館・長流亭→月うさぎの里→吉崎御坊蓮如上人記念館・越前加賀県境の館（あわら市）→菅生石部神社→JR加賀温泉駅前・アビオシティ加賀
  - 1日3便運行。

### 小松空港線
- JR加賀温泉駅前・アビオシティ加賀 - 片山津温泉 総湯 - 片山津温泉西口 - 中谷宇吉郎雪の科学館 - 石川県立航空プラザ - 小松空港
  - 1日3往復運行。最終便は往復ともに片山津温泉西口 - 小松空港間ノンストップ。

### ローカル系統
平日、土曜日のみ運行。
地域利用向け路線であるため、1日・2日フリー乗車券などの各種乗車券は利用不可。1乗車300円の均一運賃制であり、専用回数券や定期券が設定されている。
片山津－橋立循環線
- 加賀温泉駅 - 加賀市医療センター - 片山津温泉総湯 - 片山津温泉西口 - 中谷宇吉郎雪の科学館 - 新保 - 尼御前岬 - 橋立漁港・田尻 - 小塩 - 北前船の里資料館 - 耳聞山（大聖寺高校） - 大聖寺駅口・加賀市役所 - 大聖寺実業高校前 - 加賀市医療センター - 加賀温泉駅
  - 朝に片山津温泉先回りで1便、夕夜間に大聖寺先回りで2便の運行。

橋立・動橋線
- 加賀高校前 - JR動橋駅口 - 新保 - 中谷宇吉郎雪の科学館前 - 尼御前岬 - 橋立漁港 - 小塩
  - 1日1往復運行。

## 2022年12月までの運行系統
主要バス停のみ記載。路線はいずれも2019年時点で、特記のないものは「JR加賀温泉駅前・アビオシティ加賀」バス停発の時間。ダイヤなど詳細は、公式サイトを参照。

### 山まわりルート
運行時間：8時35分 - 16時20分、運行便数1日7便（そのうち5便は山中温泉経由。後述の加賀ゆめのゆ先行便を含む）。また、一部は小松市内を走行する。
- JR加賀温泉駅前・アビオシティ加賀 - 御菓子城加賀藩 加賀藩文化村 - 山代温泉桔梗ヶ丘 - 山中うるし座・山中漆器伝統産業会館 - 山中温泉菊の湯・山中座 - 山代温泉総湯・古総湯 - 那谷寺（小松市） - ゆのくにの森（小松市） - 粟津温泉（小松市） - 日本自動車博物館（小松市） - 加賀ゆめのゆ - JR加賀温泉駅前・アビオシティ加賀

山まわりルート（加賀ゆめのゆ 先行）
運行時間：16時20分発で1日1本のみ。運行ルートは山まわりルートの逆となり、山中温泉を経由する。

### 海まわりルート
運行時間：8時55分 - 15時20分、運行便数1日7便。一部の便は加賀市医療センター - 加賀フルーツランド間、または、加賀フルーツランド - 加賀市医療センター間が無停車となる。その場合、加賀フルーツランドでバスを乗り継ぐことができる。また、福井県あわら市を走行する区間がある。
- JR加賀温泉駅前・アビオシティ加賀 - 加賀市医療センター - JR大聖寺駅口・加賀市役所 - 山ノ下寺院群/石川県九谷焼美術館 - 月うさぎの里 - 吉崎御坊蓮如上人記念館・越前加賀県境の館（あわら市） - 鴨池観察館 - 加賀フルーツランド - 橋立漁港 - 尼御前岬 - 中谷宇吉郎雪の科学館 - 片山津温泉西口 - 片山津温泉 総湯 - 動橋（茶房 実生）[注釈 1] - 加賀市医療センター - JR加賀温泉駅前・アビオシティ加賀

### 小松空港線
運行時間：9時05分 - 16時40分、運行便数1日5便。

（全バス停記載）
- JR加賀温泉駅前・アビオシティ加賀 - 片山津温泉一区 - 片山津温泉 総湯 - 片山津温泉湯の元公園 - 片山津温泉西口 - 中谷宇吉郎雪の科学館（最終便は通過） - 小松空港

## 運賃・乗車券
区間乗車の運賃制を採用しておらず、当初は1日乗車券あるいは2日乗車券のみの取扱となっていた。乗車券は以下のとおり（2020年時点）。2019年10月1日に消費税の税率が改定されることに伴い、乗車券の料金を改定。周遊乗車券と空港アクセス券が値上げされた。
周遊乗車券
- 1日乗車券：1100円、2日乗車券：1300円（幼児は半額）

空港アクセス券
- 550円（小松空港線のみ）

セット券（企画乗車券）
- ECO乗りクーポン バス&タクシー：800円
  - 2日間有効で、のりもの券（キャン・バス1乗車券、路線バス・タクシーの200円利用券）2枚、施設入場券・スイーツ券各1枚がセットになっている[7]。
- 加賀温泉郷パスポート（キャンバス乗車券セット）：1500円
  - 2日間有効で、キャン・バスの2日乗車券と指定施設22か所で利用できる入場券3枚がセットになっている[8]。

また、西日本旅客鉄道（JR西日本）の「金沢・加賀・能登ぐるりんパス」、東海旅客鉄道（JR東海）の「金沢・加賀・能登ぐるりんきっぷ」でも乗車することができる。この場合、有効期間は3日となるが、利用時に「かえり券」と「キャン・バス（3日間用）引換券」を提示して、「キャン・バス周遊券（3日間用）」と引き換えとなる。なお、「金沢・加賀・能登ぐるりんパス」ならびに「金沢・加賀・能登ぐるりんきっぷ」は北陸地方では販売していない。

## 車両
車両には九谷焼の五彩の赤・緑・紫・黄・青（バスでは水色）を各車両に使用している。2002年に第12回CSデザイン賞受賞。かつては加賀市内の風景やゆかりのある人物が描かれているラッピングバスが使用されていたが、車両の更新によりラッピングデザインから単色使用に変更されつつある。
運行開始当初は日野・リエッセ3台であったが、現在は大型・中型バス4台で運行されている。また、各車両には乗務スタッフ（バスガイド）が同乗するツーマン運転であり、観光案内や乗車券販売などを行う。現行の車両は以下のとおり。
- 赤：いすゞ・エルガ
- 緑：三菱ふそう・エアロスター（ラッピング：花菖蒲）
- 紫：三菱ふそう・エアロスターMM（ラッピング：深田久弥と日本百名山の白山）
- 黄：日野・レインボーHR
  - 以前は日産ディーゼル・スペースランナーRP（ラッピング：片野鴨池に飛来する雁と鴨） や日野・リエッセを使用していた。
- 水：いすゞ・エルガLT（ラッピング：橋立海岸）

予備車として日野・リエッセやその他のバスで運行する場合がある。